# Michael Blackman
Mike Blackman (Georgetown, 1958) es el director general de la exposición Integrated Systems Europe, la exposición de sistemas audiovisuales y de integración más grande del mundo.
Blackman tiene una trayectoria de más de 35 años en el sector tecnológico y en la organización de eventos internacionales. En los últimos 17 años se ha centrado en el sector audiovisual y en la exposición Integrated Systems Europe, la cual comenzó en una única sala de exposiciones en Ginebra en el año 2004. En 2018, el evento se trasladó de Ámsterdam a Barcelona, al complejo de exposiciones Fira de Barcelona.
En 2020, Installation International Magazine reconoció a Mike Blackman como la persona más influyente de la industria audiovisual.